# وزن

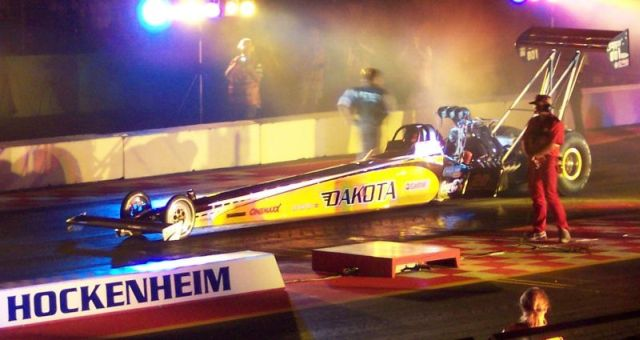
این ماشین مسابقهٔ Top Fuel یا سوخت بالا می‌توان در ۰٫۸۴ ثانیه از سرعت صفر به ۱۶۰ کیلومتر بر ساعت (۹۹ مایل بر ساعت) برسد؛ که برابر است با شتابی به بزرگی ۵٫۳ برابر شتاب گرانش زمین در راستای افقی. اگر شتاب گرانش در راستای عمودی را نیز در نظر بگیریم طبق قضیهٔ فیثاغورس شتابی برابر با ۵٫۴ برابر شتاب گرانش زمین خواهیم داشت. It is this g-force that causes the driver's weight if one uses the operational definition. If one uses the gravitational definition, the driver's weight is unchanged by the motion of the car.

وَزن در زبان علمی و مهندسی، به نیرویی گفته می‌شود که در اثر گرانش به جرم وارد می‌شود. ولی امروزه اکثر مردم و حتی در بسیاری از متن‌های رسمی و قانونی در جایی از واژهٔ وزن استفاده می‌کنند که منظور جرم جسم است.
واژهٔ وزن نیروی گرانشی وارد شده از طرف زمین به اجسام است و واحد آن نیوتون است. ماهیت وزن از جنس نیرو و برداریست. وزن یک جسم به جرم آن جسم و مقدار نیروی گرانش وارد شده بر آن جسم وابسته است. وزن برخلاف جرم مقدار ثابتی ندارد و چنانچه نیروی گرانش وارد شده بر جسم تغییر کند مانند شرایطی که جسم به سیاره دیگری منتقل شود وزن آن جسم نیز تغییر می‌کند.
بزرگی نیرو را با W (به صورت ایتالیک) نمایش می‌دهند. بزرگی نیرو عبارت است از جرم جسم یا m ضرب در بزرگی شتاب محلی گرانش زمین یا g پس می‌توان گفت: W=m.gدر فضای برداری وزن را با نماد W (به صورت پُررنگ) نمایش می‌دهیم. یکای اندازه‌گیری وزن در سامانهٔ استاندارد بین‌المللی یکاها یا SI نیوتن در نظر گرفته شده‌است. برای نمونه جسمی با جرم ۱ کیلوگرم وزنی برابر با ۹٫۸ نیوتن، در سطح زمین دارد و در سطح ماه وزنی برابر با حدود یک-ششم (۱/۶) وزن خود در زمین دارد و در فضایی دور از جرم‌های آسمانی به گونه‌ای که اثر نیروی گرانش آن‌ها بر جسم نزدیک صفر باشد، می‌توان گفت که جسم تقریباً بی‌وزن ن البته که باید گفت که نباید نیروی وزن را با نیوتون که با نماد n نمایش داده میشود اشتباه گرفت چون وزن همان نیرویی است که از جسم که مرکز زمین است وارد میشود و نیوتون واحداندازه گیزی جاذبه میباشد.

## نام
وزن وام واژه‌ای عربی در زبان فارسی است. در زبان انگلیسی به وزن، وِیت (به انگلیسی: ‌Weight) گفته می‌شود بدین خاطر نماد وزن از ابتدای این واژه که دابلیو W است گرفته شده.

## پیشینه
گذشتهٔ مفهوم سنگینی و سبکی به تاریخ فلسفهٔ یونان باستان بازمی‌گردد. مفهوم‌های سبکی و سنگینی در دید آن‌ها به عنوان ویژگی‌های ذاتی ماده در نظر گرفته می‌شد. افلاطون وزن را به صورت تمایل طبیعی ماده به بازگشت به خویش توصیف کرده بود. در دید ارسطو، سبکی و سنگینی نشان دهندهٔ تمایل به حفظ نظم طبیعی چهار عنصر پایه‌ای جهان: هوا، خاک، آب و آتش است. او سنگینی مطلق را به خاک و سبکی مطلق را به آتش نسبت داد. ارشمیدوس وزن را به عنوان ویژگی ای در برابر شناوری دانست و آن را در کشمکش میان غرق شدن یا شناور ماندن یک جسم بر روی سیال مؤثر دانست. اولین تعریف ریاضی وزن از سوی اقلیدوس گفته شد؛ وی تعریف کرد که: «وزن، سنگینی یا سبکی یک جسم نسبت به دیگری است که با ترازو اندازه‌گیری می‌شود.»

## نسبت وزن روی زمین با سایر سیاره‌ها و ماه
| تیر     | ۰٫۳۷۸ |
| ناهید   | ۰٫۹۰۷ |
| زمین    | ۱     |
| ماه     | ۰٫۱۶۵ |
| بهرام   | ۰٫۳۷۷ |
| مشتری   | ۲٫۳۶۴ |
| کیوان   | ۰٫۹۱۰ |
| اورانوس | ۰٫۸۸۹ |
| نپتون   | ۱٫۱۲۵ |